# Protooncogén RET
El protooncogén RET es una proteína codificadora de tirosina quinasa, que sirve como receptor para ligandos de la familia del factor neurotrófico derivado de la glía (GDNF). Las mutaciones con ganancia de función de la línea germinal en el receptor RET de tirosina quinasa son la causa de los síndromes de neoplasia endocrina múltiple tipo 2A (NEM2A: feocromocitoma, carcinoma medular de tiroides e hiperparatiroidismo) y neoplasia endocrina múltiple 2B (NEM2B: feocromocitoma, carcinoma medular de tiroides, neuromas gastrointestinales y de mucosas y hábito marfanoide)

## Importancia clínica
El cáncer se debe en todos o casi todos los casos a la mutación o a alguna otra activación anormal de los genes celulares que controlan el crecimiento y la mitosis celular. Los genes anormales se denominan oncogenes y se han descubierto hasta cien tipos distintos. Los oncogenes representan formas mutadas de proto-oncogenes que causan transformación neoplásica. La mutación de un protooncogén puede llevar a una pérdida de función o a ganancia de función. Las mutaciones que causan los síndromes NEM2 producen ganancia de función en el protooncogén RET. Esto es inusual entre los síndromes de cáncer hereditario, que generalmente son causados por mutaciones de pérdida de función en el gen de predisposición. Debido al carácter hereditario de las mutaciones en el protooncogén RET se recomienda el estudio genético en pacientes con historia familiar de NEM2.
La enfermedad de Hirschsprung está altamente asociada a la mutación con pérdida de función en el oncogén RET.

## Tiroidectomía profiláctica
La tiroidectomía profiláctica antes del desarrollo de carcinoma medular de tiroides es el objetivo en pacientes con antecedentes familiares y mutación en el gen RET, independientemente de las concentraciones plasmáticas de calcitonina.